# پیشگیری پس از در معرض قرارگرفتن
پیشگیری پس از در معرض قرارگرفتن درمان به وسیله پیشگیری پزشکی است که بلافاصله پس از در معرض قرار گرفتن به بیماری و برای جلوگیری از عفونت یا گسترش آن انجام می‌شود.

## هاری
پیشگیری پس از در معرض قرارگرفتن اثر بسیار مثبتی بر روی هاری به وسیله گزیدگی یک حیوان هار دارد و دوره درمان شامل تزریق مرتب چند واکسن و پادتن می‌شود.

## HIV
پیشگیری پس از در معرض قرارگرفتن دوره استفاده از ضدویروس است که در طول ۴۸ تا ۷۲ ساعت پس از در معرض قرار گرفتن خون یا ترشحات تناسلی آلوده به HIV تجویز شده باشد. استفاده از زیدوودین به تنهایی خطر ابتلا به عفونت HIV از طریق تزریق سرنگ را تا پنج برابر کاهش می‌دهد. این درمان بعد از تجاوز جنسی و هنگامی که فرد متجاوز به عنوان مبتلا به HIV شناخته شده توصیه می‌شود، جای بحث دارد. اما در مواقعی که وضعیت HIV نامعلوم است، برنامه‌های درمانی فعلی معمولاً از لپیناویر/ریتوناویر و لمیودین/زیدوودین یا تنوفوویر/امتریسیتابین برای درمان استفاده می‌کنند و می‌تواند خطر را به میزان بیشتری کاهش دهند. طول دوره درمان معمولاً چهار هفته است و اغلب با عوارض جانبی (در حدود ۷۰٪ از موارد زیدوودین که شامل ۲۴٪ تهوع، ۲۲٪ خستگی، ۱۳ درصد روان پریشی و ۹٪ سردرد می‌شود) همراه هستند.